# Caltex

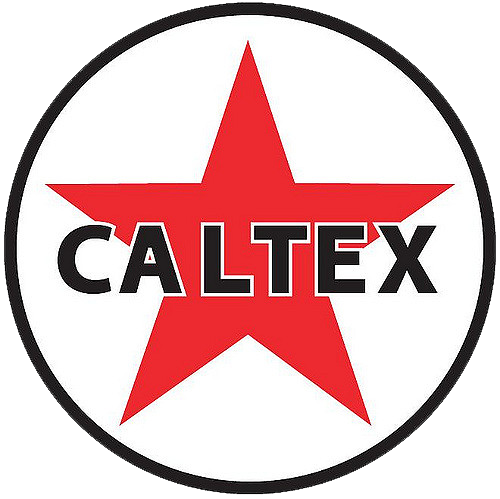
Caltex logo.

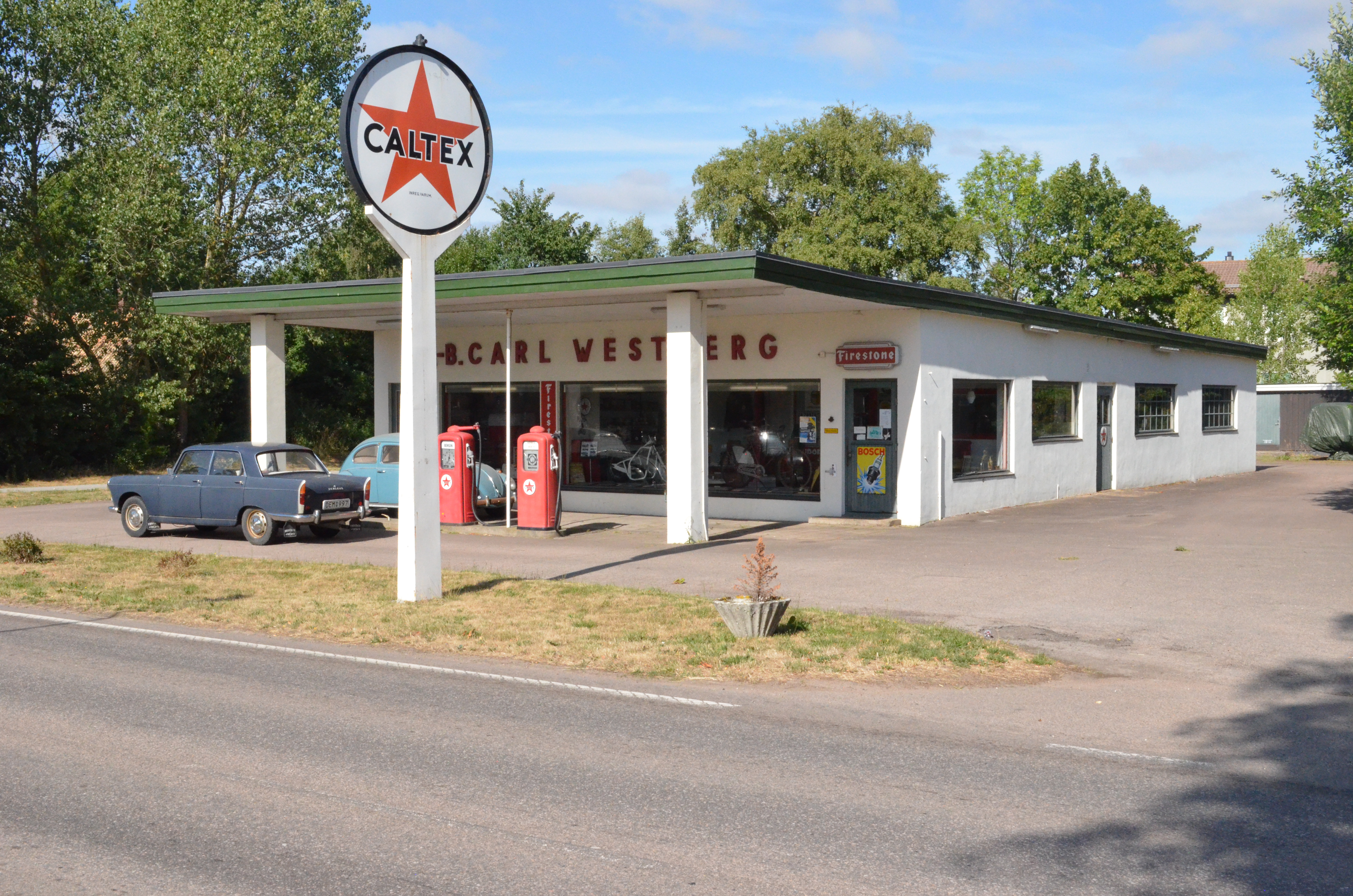
Byggnadsminnet Bensinstationen i Mörarp

Caltex (namnet bildat av California och Texas) var ett amerikanskt oljebolag.
Caltex Oil bildades som ett gemensamt ägt bolag under 1930-talet då ett samarbete inleddes mellan det amerikanska The Texas Company, Texaco, som även var verksamt i Europa och behövde en samarbetspartner för oljeleveranser till raffinaderierna där, och det amerikanska Standard Oil Company of California, Socal, som hade oljetillgångar i arabvärlden. 
På grund av andra världskriget dröjde det till 1947 innan Caltex-skyltarna dök upp i Sverige. I Sverige överfördes Texacos verksamhet i Caltex Oil AB, men 1967 återfördes Caltex europeiska verksamhet i Texaco. 

## Motorsport
Caltex Racing sponsrade den tyske formel 1-föraren Kurt Ahrens under 1960-talet.[källa behövs]

## Varumärket idag
Numera används Caltex som namn på Chevrons (tidigare Socal) bensinstationer i Afrika, Sydostasien och Australien där antalet bensinstationer växer stadigt.
Caltex logotyp kan fortfarande skymtas i Sverige, främst i nostalgiska motorkretsar. Det finns flera bevarade Caltex-mackar i Sverige, bland annat i den byggnadsminnesförklarade Bensinstationen i Mörarp, samt de i Berg i Småland, i Älvsbyn och i Långshyttan.

## Galleri

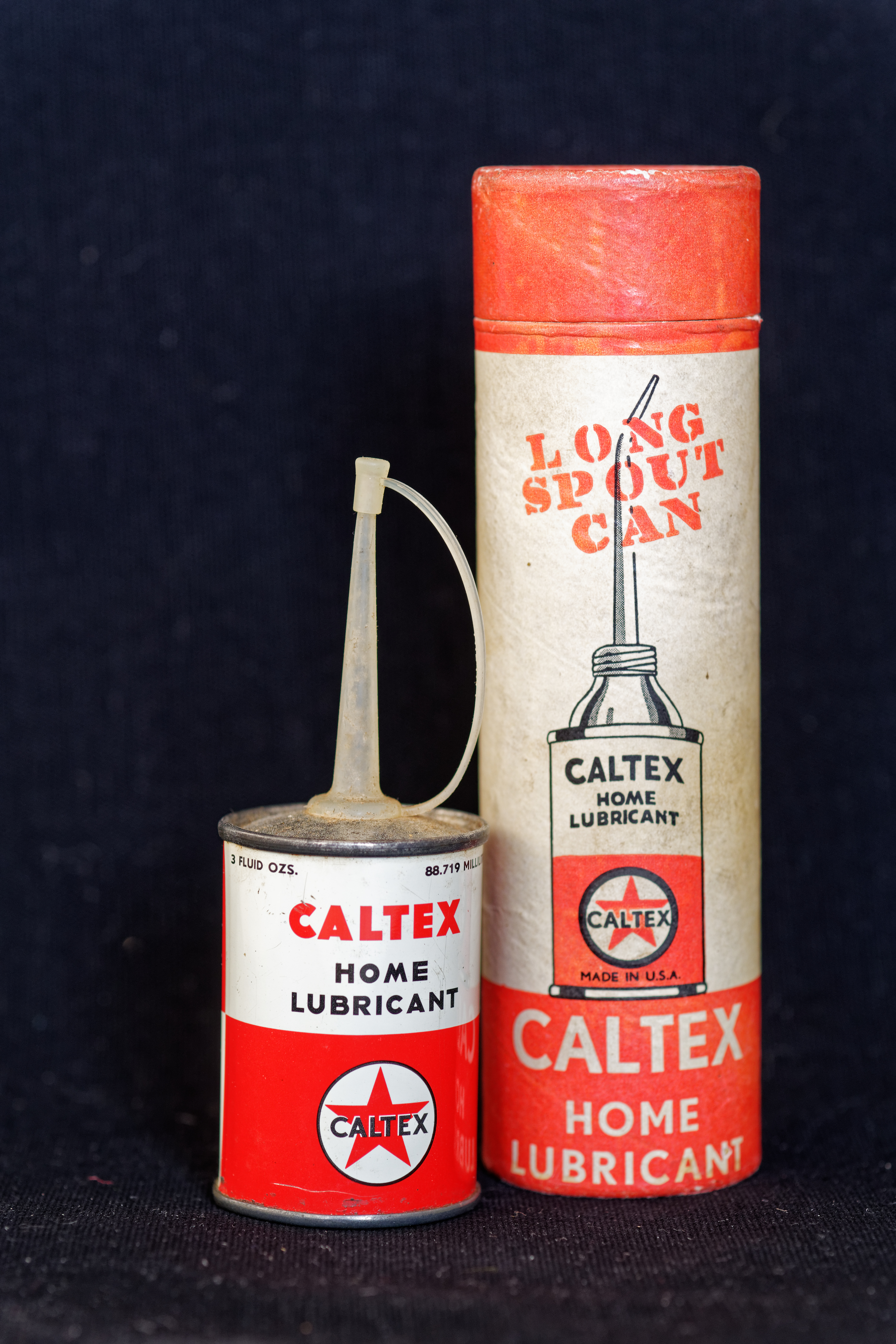
Caltex oljor för hemmabruk.
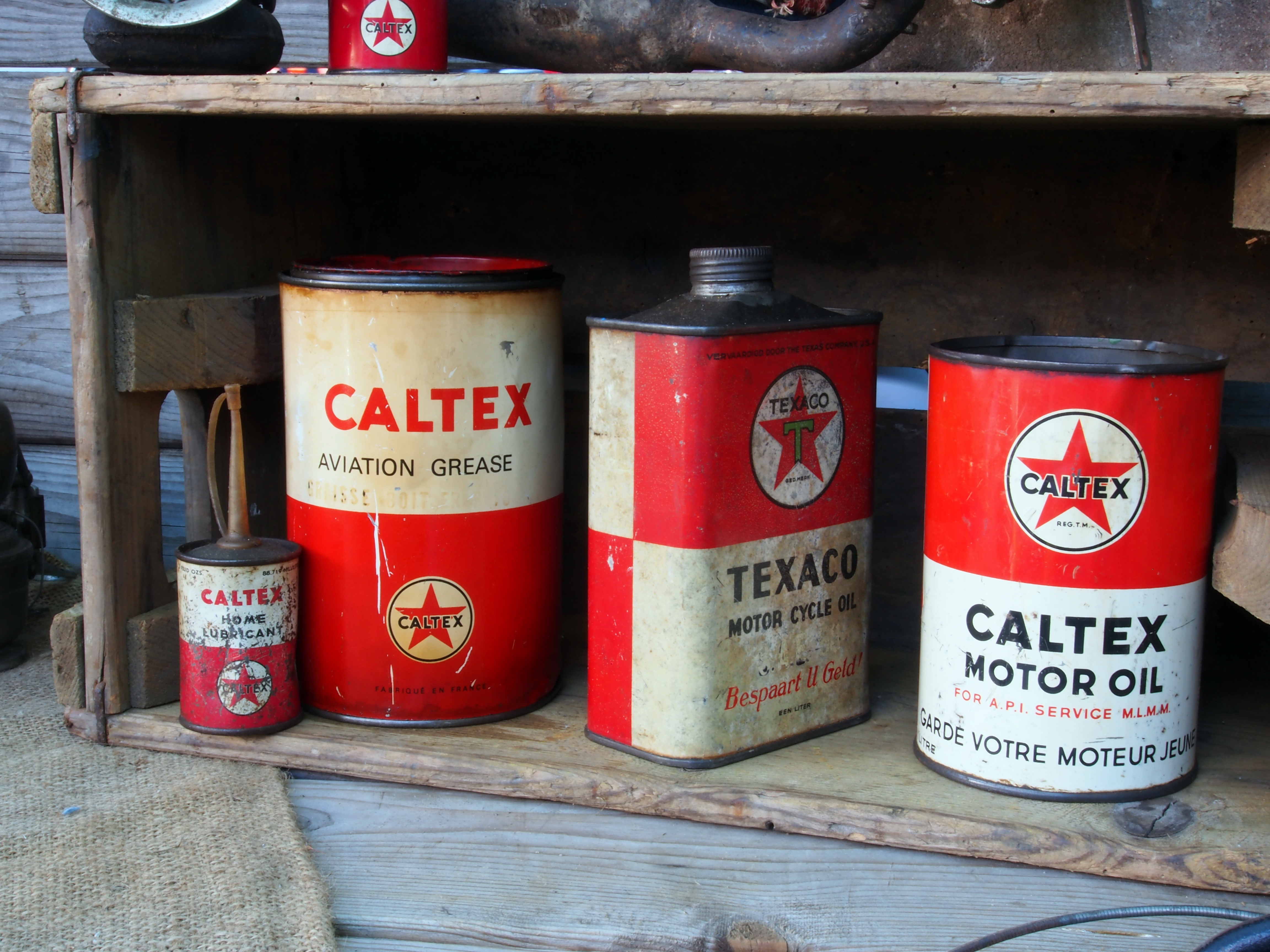
Diverse olika oljor.
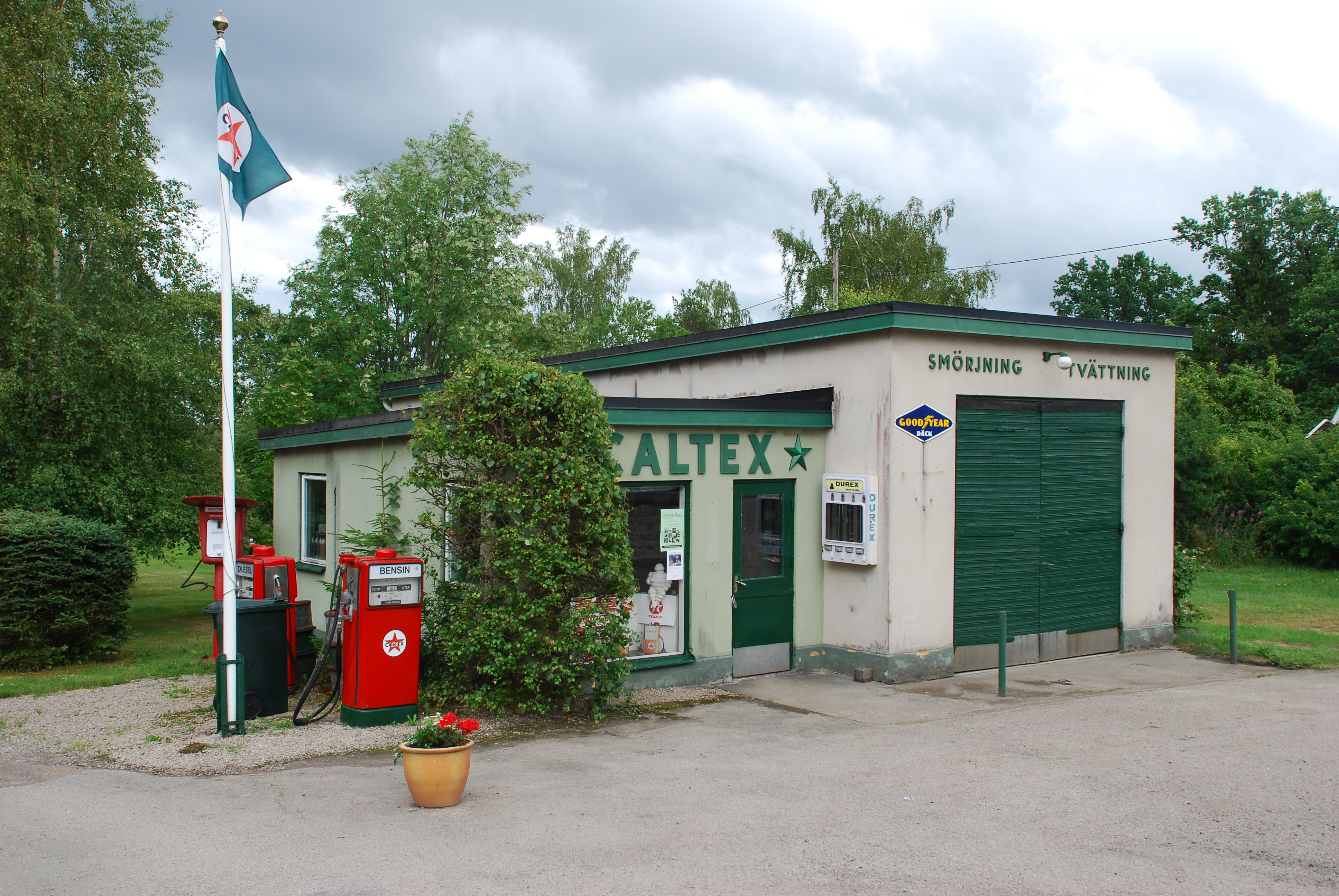
Bevarad Caltex bensinstation i Berg i Småland.
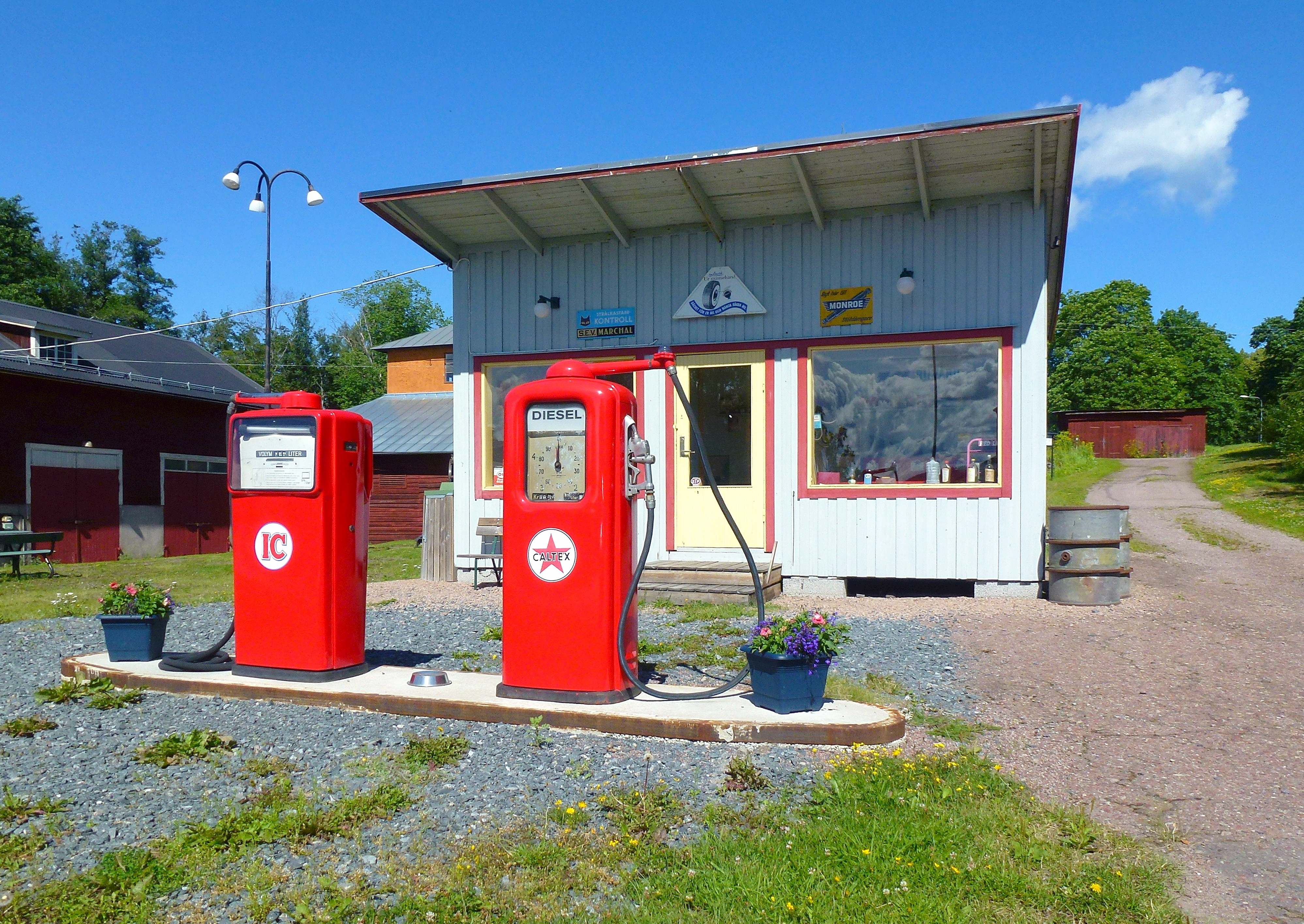
Caltexmacken i Långshyttan.